# جوزف اچ. آوگوست
جوزف اچ. آوگوست (انگلیسی: Joseph H. August؛ ۲۶ آوریل ۱۸۹۰ – ۲۵ سپتامبر ۱۹۴۷) یک مدیر فیلم‌برداری اهل ایالات متحده آمریکا بود.
او در سال 1947 اندکی پس از اتمام فیلمبرداری پرتره جنی درگذشت . او دومین نامزدی اسکار خود را پس از مرگ برای این فیلم دریافت کرد. پسرش جوزف اس آگوست (1916–2006) نیز فیلمبردار بود.

## برگزیده فیلم‌شناسی
- دو شوالیه عرب (۱۹۲۸)
- گوژپشت نتردام (۱۹۳۹)